# Garrett Electronics
Garrett metal detectors est une entreprise américaine spécialisée dans la fabrication de détecteur de métaux de loisirs, sécuritaires et militaires. Elle est localisée au Texas.

## Historique
Cette entreprise est la conceptrice de systèmes électroniques sophistiqués qui ont marqué le marché du détecteur, comme le filtre coupe-bande (filtre notch) et le multinotch (tous deux pour la discrimination), les écrans discriminatoires à cristaux liquides et les systèmes blank (élimination des objets indésirables de surface). Grâce aux innovations développées pour le multinotch il est désormais possible de discriminer les capsules et les tirettes de canette d'aluminium sans ignorer l'or (qui ont une fréquence semblable), celui-ci bénéficiant d'une position spécifique dans la variable de discrimination. Parmi les innovations de Garrett dans le domaine des écrans de discrimination, citons le dispositif Graphic Target Imaging (GTI), remplaçant le traditionnel VU-mètre et permettant de discriminer à vue avec estimation de la taille de l'objet détecté ainsi que sa profondeur.

## Produits
Ses meilleures ventes sont le modèle ACE 250 en entrée de gamme et le modèle GTI 2500 en haut de gamme. Ce dernier peut accueillir une tête de détection "eagle eye" faisant office de détecteur à induction pulsée permettant la détection jusqu'à 2m de masses importantes. Ces têtes ainsi que les têtes classiques à plateau de  détecteur à très basse fréquence sont interchangeables.
Depuis 2010, l'entreprise s'est particulièrement intéressée au marché européen en produisant l'EURO ACE. Cette variante de l'ACE 350 se distingue notamment par une échelle de profondeur des cibles exprimée en centimètres et non plus en pouces.
La gamme ACE (150, 250, 350 et Euro) se caractérise par son boîtier et repose-bras de couleur jaune.